# Mahakali pyakhan
Mahakali pyakhan (Newari, aus Mahākālī, eine der Inkarnationen Durgas und pyākhan, „Tanz“) ist ein traditioneller Tanztheaterstil mit maskierten Tänzern, den Newar während des einwöchigen Indra Jatra („Indra-Prozession/Fest“) jedes Jahr am Ende der Regenzeit im September in Kathmandu im Nepal aufführen. Der Name steht zugleich für das einzige zu diesem Stil gehörende Drama, dessen Ursprung auf das Ende des 14. oder den Anfang des 15. Jahrhunderts gelegt wird. Die mythologische Erzählung stammt aus dem dritten Gesang des Devi Mahatmya, einer Episode des Markandeya Purana aus dem 4. oder 5. Jahrhundert. Die große Göttin Durga tritt in drei unterschiedlichen Gestalten auf, deren Aufgabe es ist, die Unordnung der Welt, hervorgerufen durch die Angriffe böser Asuras auf den Götterhimmel, abzuwehren und diese Dämonen in zähen Kämpfen zu vernichten.
Die Tanztruppen des Mahakali pyakhan, bestehend aus mindestens 15 Mitgliedern, sind in Bhaktapur stationiert. Zur instrumentalen Musikbegleitung der Aufführung gehören die Doppelkonustrommel pashchima und das Doppelrohrblattinstrument mwali (eine Form der shehnai), bei Schlachtenszenen verstärkt durch die gerade Naturtrompete kahan.

## Geschichte
Mahakali, die „große Kali“, ist die hinduistische Göttin der Zeit und des Todes. Sie ist eine furchteinflößende, schreckliche Form der Durga und stellt den negativen Aspekt dieser in Indien und Nepal hoch verehrten weiblichen Gottheit dar, die auf den Kult einer altindischen Muttergöttin zurückgeht. In ihrer beschützenden Funktion hält Durga unter dem Namen Taleju ihre Hand über die Königsdynastie und inkarniert sich regelmäßig in Menschengestalt in dem Mädchen Kumari. Nach der Tradition eroberte 1324 König Harisinha Deva aus Nordindien das Kathmandutal und führte die Verehrung von Taleju als Schutzgöttin ein. In weiteren Aspekten ist Durga unter anderem gütig (Ambika), kämpferisch (Mahishamardini) oder grauenvoll (Chamunda). Mahakali wird mit schwarzer oder dunkelblauer Körperfarbe, Schädelgirlande, teilweise mehreren Köpfen mit heraushängenden Zungen, zehn Armen und Beinen, Flammenhaar und Attributen Shivas wie Dreizack (trishula), Totenkopfstab (khatvanga) oder Schwert dargestellt.
Die Dynastie der Mallas begründete und sicherte die Herrschaft der Newar im Kathmandutal von 1200 bis 1769. Dieser Zeitraum wird in eine frühe Periode bis 1382 mit unklaren Herrschaftsverhältnissen und wechselnden Regierungssitzen und in eine spätere stabile Phase eingeteilt. Die Malla-Könige waren Hindus, förderten aber dennoch buddhistische Kulte. Die Menschheitsgeschichte beginnt nach den Mythen beider Religionen in einer von Göttern, Halbgöttern und Asketen bevölkerten himmlischen Welt, in der die einen noch lebende Buddhas ansiedeln und die anderen Pashupati als Herrn des vergangenen goldenen Zeitalters verehren.
Der Tanz für die Göttin Mahakali wurde ab der Herrschaft von König Ari Malla Deva (um 1200–1216) in der Abgeschlossenheit buddhistischer Tempel aufgeführt, bis König Ananta Malla (reg. 1274–1310) die Veranstaltung auch für die Dorfbevölkerung zugänglich machte. Einer seiner Nachfolger, Jayasthiti Malla (reg. 1382–1395), errang die Herrschaft über das gesamte Kathmantutal, er führte umfangreiche soziale und kulturelle Reformen durch und reorganisierte das Kastensystem. Der orthodoxe Hindu ließ Tempel bauen sowie Kunst und Literatur fördern. Es heißt, der König habe selbst ein Tanzdrama namens Kulayana und weitere Dramen aus dem Stoff des Markandeya Purana, einem der 18 großen Puranas verfasst und öffentlich aufführen lassen. Die Stücke sollten dazu dienen, seine propagierten religiösen Vorstellungen, moralischen Werte und sozialen Normen zu verbreiten. Sie werden bis heute im Nepal aufgeführt.
Das Tanzdrama Mahakali pyakhan basiert auf dem mit Devi Mahatmya („Die Herrlichkeit der Göttin“) oder Durga Saptashati überschriebenen 67. Kapitel desselben Puranas. Nach dem Namen saptashati besteht das Werk aus „siebenhundert“ Versen, die in 13 Kapitel aufgeteilt sind. Das Gesamtwerk wird dem angeblich im 5. Jahrhundert lebenden Weisen (Rishi) Markandeya zugeschrieben. Auf dieser Grundlage soll das Tanzdrama Ende 14. oder Anfang 15. Jahrhundert in seine heutige Form gebracht worden sein.

## Inhalt

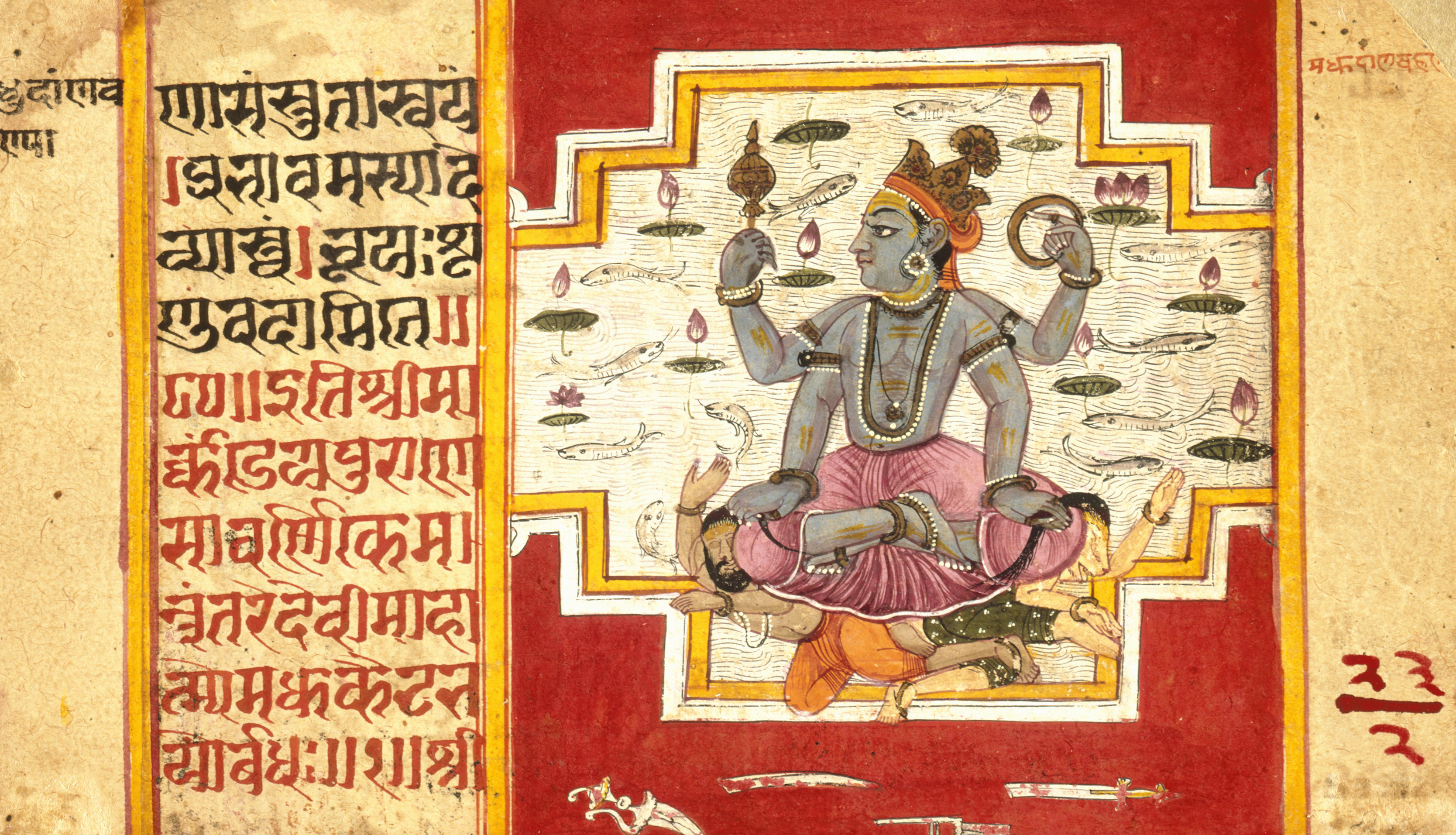
Vishnu bekämpft die Dämonen Madhu und Kaitabha. Miniatur aus Sirohi in Rajasthan, Ende 17. Jahrhundert.

Im Mahakali pyakhan geht es um die kosmogonische Geschichte von Vishnu als Narayana, der zu einer Zeit, als die Welt noch nicht erschaffen war, auf der Weltenschlange Shesha ausgestreckt auf dem Urwasser ruhte. Aus seinem Bauchnabel wuchs eine Lotosblüte, auf welcher der kleine, künftige Schöpfergott Brahma saß. Durch das Summen eines Insekts, das Vishnu zu hören bekam, wurden aus einem seiner Ohren die beiden Asuras (Dämonen) Madhu und Kaitabha geboren. Als die beiden Asuras zu mächtig geworden waren und selbst Brahma zu bedrohen begannen, rief dieser die Göttin Mahamaya um Hilfe. Sie begann nun einen fünftausendjährigen Kampf, bis es ihr gelang, Vishnu aufzuwecken. Während dieser Zeit wurden zwei weitere Asuras, Sumbha und Nisumbha, geboren. Die beiden waren besonders gefährliche Dämonen, weil sie von Shiva das Versprechen erhalten hatten, unsterblich zu sein, und in dieser Selbstgewissheit sogar wagten, sich gegen die Götter zu erheben.
Im Drama kämpfen die Götter Mahakali, Kumari und Mahalakshmi (alle drei Aspekte Durgas) gegen die bösen Dämonen Madhu, Kaithaba, Sumbha und Nisumbha um die Vorherrschaft. Ergänzend zur hinduistischen Mythologie treten weitere, aus dem lokalen Volksglauben stammende Geister und sonstige Nebenfiguren auf.
In einem vergleichbaren Kali-Mythos haben es die Götter in Südindien mit der übelwollenden Kreatur Darika zu tun, die von Brahma die Unsterblichkeit versprochen bekam, in der Folge dabei war, die Welt zu erobern und kurz davorstand, Indra zu besiegen. Hier trat die Göttin Bhadrakali aus Shivas drittem Auge hervor und besiegte den Dämon und seinen Begleiter Danavendra. In den Tempeln Keralas werden zum entsprechenden Ritual Hymnen (kalam pattu) gesungen.
Die Legende um die letztlich siegreichen guten Götter erfuhr im Nepal eine besondere Wendung, mit der erklärt wird, weshalb Anfang des 13. Jahrhunderts König Ari Malla ein Tanzdrama einführte. Demnach erschien in früherer Zeit auf Bitten von Vishnu, Brahma und Maheshwar die Göttin Mahakali in Gestalt der Büffeltöterin Mahisasuramardini, um nach der bekannten Geschichte mit Hilfe eines personifizierten Schneckenhorns (shankha) den Büffeldämon Mahishasur zu töten. Lange danach griffen Shumbha, Nishumbha und andere Asuras (oder genauer Daityas) Götter und Gläubige an. Die große Göttin wurde noch einmal um Beistand gebeten und besiegte nach erbitterten Kämpfen alle Dämonen. Als danach weitere böswillige Gestalten auftauchten und den Gläubigen nachstellten, zeigte sich Mahakali im Traum König Ari Malla, beschrieb ihm den Kampf zwischen ihr und den Dämonen und forderte ihn auf, diesen Kampf als Drama zu gestalten und seinem Volk vorzuführen. Nachdem dieses Drama aufgeführt worden war, ging der Einfluss der Dämonen spürbar zurück und friedliche Zeiten brachen an.

## Aufführungspraxis
Indra Jatra (Nepali, auf Newari Yenya) ist eines der drei großen Jahresfeste in Kathmandu. Es wird für den Regengott Indra eine Woche lang im September am Ende der Regenzeit und kurz vor der Ernte veranstaltet. Eine Gemeinsamkeit bei vielen Festen mit kultischem Hintergrund, etwa beim Chaitra Parva-Fest in Ostindien, bei dem das chhau-Tanzdrama aufgeführt wird, ist die Aufstellung eines Zeremonialpfostens zu Beginn der Veranstaltung. Der yasin genannte heilige Holzpfosten auf dem Platz vor dem Hanuman Dhoka-Königspalast trägt eine Flagge an seiner Spitze. Indra soll ihn einst von Vishnu erhalten haben, was seine Schutzfunktion erklärt. Höhepunkt des Festes ist die Prozession der leibhaftigen jungfräulichen Göttin Kumari. Dieses Mädchen verlässt nur einmal im Jahr zu diesem Anlass ihren Palastbezirk.

### Vorbereitung und Ablauf der Veranstaltung

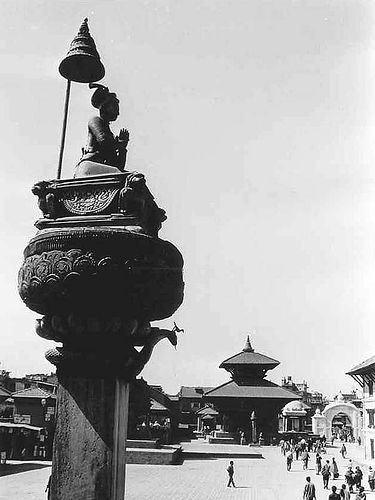
Statue von König Bhupatindramalla (reg. 1696–1722) mit Ehrenschirm (chhatra) auf dem Platz vor dem Königspalast (Sundhoka). Er gilt als bedeutendster Verfasser von Dramen.

Zentrum der Mahakali pyakhan-Tänzer ist die 15 Kilometer östlich von Kathmandu gelegene Stadt Bhaktapur, in der zahlreiche religiöse Jahresfeste stattfinden und weitere Musik-  und Tanzgruppen beheimatet sind. Dort waren um 1980 sieben Gruppen mit üblicherweise 15 männlichen Mitgliedern aktiv. Die Tänzer gehören zu den Kasten Gubhayu (Familienpriester), Syesya (Händler) und Chhipa (Färber), tatsächlich arbeiten sie neben dem Handel überwiegend in der Landwirtschaft oder im Metall verarbeitenden Gewerbe. Ebenso eindeutig ist die Kastenzugehörigkeit der Musiker geregelt, sie sind meist Saymi (Ölpresser) oder Jogi (hauptberufliche Musiker und Schneider). Der Leiter der Truppe sorgt für die Kostüme und bewahrt die Musikinstrumente in einem Raum seines Hauses auf. Er nimmt vom König (der Stadtverwaltung) das Geld für die Aufführungen entgegen, bestreitet davon die Ausgaben und entlohnt die Mitglieder der Truppe. Neben ihm gibt es einen Vortänzer, der die übrigen Tänzer leitet und sämtliche Charaktere darstellen kann.
Während des Indra Jatra finden in Kathmandu außer Mahakali pyakhan weitere Tanztheateraufführungen und Prozessionen statt. So läuft die populäre Gestalt Lakhe durch die Straßen. Der von einem Maskenträger aus der Färberkaste verkörperte Lakhe war nach der örtlichen Newari-Legende ein Dämon, der jeden Tag Kinder verschleppte. Mehrere Arten von lakhe pyakhan (Lakhe-Tänzen) finden in Kathmandu statt. Ein weiterer Tanzstil aus Bhaktapur ist der nava durga („neun Durgas“). Bei dieser Art von Götterverehrung muss ein Priester des Taleju-Tempels den zu verwendenden Masken Leben einatmen und danach wieder entnehmen. Der nava durga-Tanz steht in enger Verbindung mit der Stadt Bhaktapur, wo die Masken nicht beim Leiter der Truppe, sondern im Nava-Durga-Tempel aufbewahrt und von den Besuchern dort verehrt werden.
Ein neues Mitglied der Tanztruppen kann aus den Familien der Darsteller oder gleichermaßen von außerhalb kommen. Der Neuling sollte von der Gruppe akzeptiert werden, was der Fall ist, wenn die Weissagung eines Astrologen (joshi) eine günstige Prognose ergeben hat. Der Unterricht beginnt dann an einem Donnerstag oder Sonntag, den religiös bedeutsamen Tagen. Bevor der Schüler am ersten Tag seines Unterrichts das Haus verlässt, richtet er ein Gebet an die Göttin Kumari, auf dem Weg zu seinem Lehrer macht er kurz Halt an den Tempelschreinen am Straßenrand von Nasa Deo, Ganesha und Bhairava. In zwei Stufen erfolgt die Anerkennung als vollwertiger Tänzer: Nach den ersten Fortschritten erhält er in einem Ritual ghangla (Fußkettchen der Tänzer mit Schellen, in Nordindien ghungru). In einem weiteren Ritual nach einigen Monaten werden die Götter angerufen und der Lehrer überreicht seinem Schüler ein Kostüm oder eine Maske, die er selbst bislang getragen hat. Der Schüler bedankt sich mit einer Tanzaufführung bei seinem Lehrer und weiteren Tänzen im Nasa-Deo-Tempel.
Mit der Vorbereitung auf Indra Jatra beginnen die Darsteller im Juli oder August kurz nachdem der Reis ausgepflanzt ist. Zuvor findet an einem Tag das gatha muga-Ritual statt (auch gathemangal), bei dem die bösen Geister aus dem städtischen Bereich verbannt werden. Nachfolgend treffen sich die Gruppenmitglieder jeden Abend im Haus ihres Leiters, wo sie bis in die Nacht üben. Jedes Mal beginnen sie mit einer Anrufung (nasa ge) an Nasa Deo, eine Erscheinungsform von Shiva und der Schutzheilige der Tänzer und Musiker. Dabei opfern sie am ersten Tag ein Huhn oder eine Ziege und an den Folgetagen jeweils einige Eier.
Jede der an Indra Jatra mitwirkenden Mahakali pyakhan-Gruppen registriert sich am Nachmittag des ersten Tages im Hanuman Dhoka-Palast, dort verabreden sie untereinander die einzelnen Orte für die abendlichen und nächtlichen Aufführungen. Dies sind mehrere öffentliche Plätze, Freiflächen oder nach individuellen Wünschen ausgewählte Innenhöfe. Die Aufführungen dauern während der gesamten Festwoche vom Abend bis zur Morgendämmerung. Das Fest endet, wenn am letzten Tag der Zeremonialpfosten abgebaut wird, danach begeben sich die Darsteller nach Bhaktapur zurück.

### Choreografie
Auf Seiten der Götter steht für den Kampf um den gerechten Sieg an erster Stelle die Göttin Mahakali, die meisten Dämonen werden jedoch von der jungfräulichen Kumari und von Mahalakshmi, der Gemahlin Vishnus getötet. Diese drei Göttinnen gehören zu den in Bhaktapur verehrten Nava Durgas.
Jede hat im Tanzdrama mehrere unliebsame Begleiter, darunter die Vetala (auch Beta), Geistwesen, die in einem Leichnam hausen und ihn nach Belieben verlassen können. Kankals (auch Kawan) sind tanzende Skelette, die um Mitternacht in dunklen Gassen auftauchen. In ganz Südasien sind Bhutas im Volksglauben präsent. Diese Geister sind im Nepal unsichtbare, gierige Fresser, die alles Essbare verschlingen, was in ihrer Reichweite liegt. Es gibt verschiedene Arten von Bhutas, die Menschen töten oder krankmachen können. Es heißt, dass Menschen sterben, wenn sie auf die kindliche Stimme der Bhutas antworten. Im Mahakali pyakhan ernähren sich die Bhutas von Blut und Menschenfleisch.
Überwiegend gutartig sind die Khyak, kleine untersetzte und behaarte Kobolde mit weit heraushängenden Zungen, die in den Wohnungen leben und der Familie Glück bringen. Man stellt sie sich mit Taschen voller Geld in den Händen im Umfeld der Glücksgöttin Lakshmi vor. Nur gelegentlich bewegt ein dunkler Charakterzug die Khyak dazu, nachts Menschen zu würgen, jedoch ohne sie umzubringen. Im Drama kugeln sie auf der Bühne herum, machen Beischlaf-artige Verrenkungen und bringen das Publikum zum Lachen. Die Randfiguren sind für die Zuschauer vertraute Erscheinungen des alltäglichen Volksglaubens, verweltlichen das religiös-rituelle Kernthema des großen Götterkampfes und machen es zu einem vergnüglichen Unterhaltungsprogramm.
Zehn Szenen bringen die Handlung voran:
- Jati nritya („Jati-Tanz“): Die drei Göttinnen treffen sich mit ihrem Begleiterschwarm, um über Maßnahmen im Kampf gegen die Dämonen zu diskutieren.
- Daitya nritya („Dämonen-Tanz“): Die Dämonen frohlocken nach ihrem vermeintlichen Sieg über Indra, dem obersten Himmelsgott.
- Mahakali daitya nritya: Mahakali kämpft erbittert gegen die Dämonen, die Mahakali zur Aufgabe auffordern. Die Dämonen behalten die Oberhand.
- Beta nritya: Die Beta-Totengeister treten auf, erkundigen sich nach dem Gang der Ereignisse  und treffen auf Mengen von Blut und toten Körpern auf dem Schlachtfeld. In der anschließenden Pause spielt die Doppelkonustrommel pashchima.
- Kumari Nishumbha nritya: Der Asura Nishumbha bittet Kumari, von ihrer Schönheit angezogen, ihn zu heiraten. Die Göttin lehnt ab und geht siegreich aus dem anschließenden Kampf hervor.
- Kawan nritya: Die Skelette als Begleitvolk der Kumari bejubeln ihren Sieg über den Dämon (und seine Mitstreiter). Vor Begeisterung fressen die Skelette die toten Dämonen und trinken ihr Blut.
- Mahalakshmi Shumbha nritya: Der erzürnte Asura Shumbha schwört nach dem Tod seines Bruders Rache an den Göttern. Er stürzt sich in einen todesmutigen Kampf gegen Mahalakshmi, den er letztlich verliert.
- Bhuta nritya: Die hilfreichen Geister der Göttinnen freuen sich über den Sieg, fressen das Fleisch und trinken das Blut der gefallenen Dämonen. In der folgenden Pause spielt die Kegeloboe mwali.
- Khyak nritya: Nachdem die Welt sich wieder im Gleichgewicht befindet, gehört die Bühne den Kobolden (Khyak), die sich zur Freude des Publikums austoben dürfen.
- Samuha nritya: Im Finale treten die Charaktere zusammen mit einem Löwen auf und künden von Frieden und Wohlstand für das neue Zeitalter.[7]

Für einzelne Charaktere sind bestimmte Bewegungsmuster typisch. Die Göttinnen fuchteln mit ihren Schwertern, wenn sie ihr Schwert auf die Brust eines Dämons drücken ist klar, dass sie ihn getötet haben. Ansonsten wirbeln die Göttinnen im Kreis und machen kleine Sprünge. Das Skelett Kankal kratzt sich im Schritt und der Beta-Totengeist wackelt mit seinem rechten Knie, wirft sich auf den Boden und will das Blut vom Schlachtfeld aufschlecken.

### Masken und Kostüme

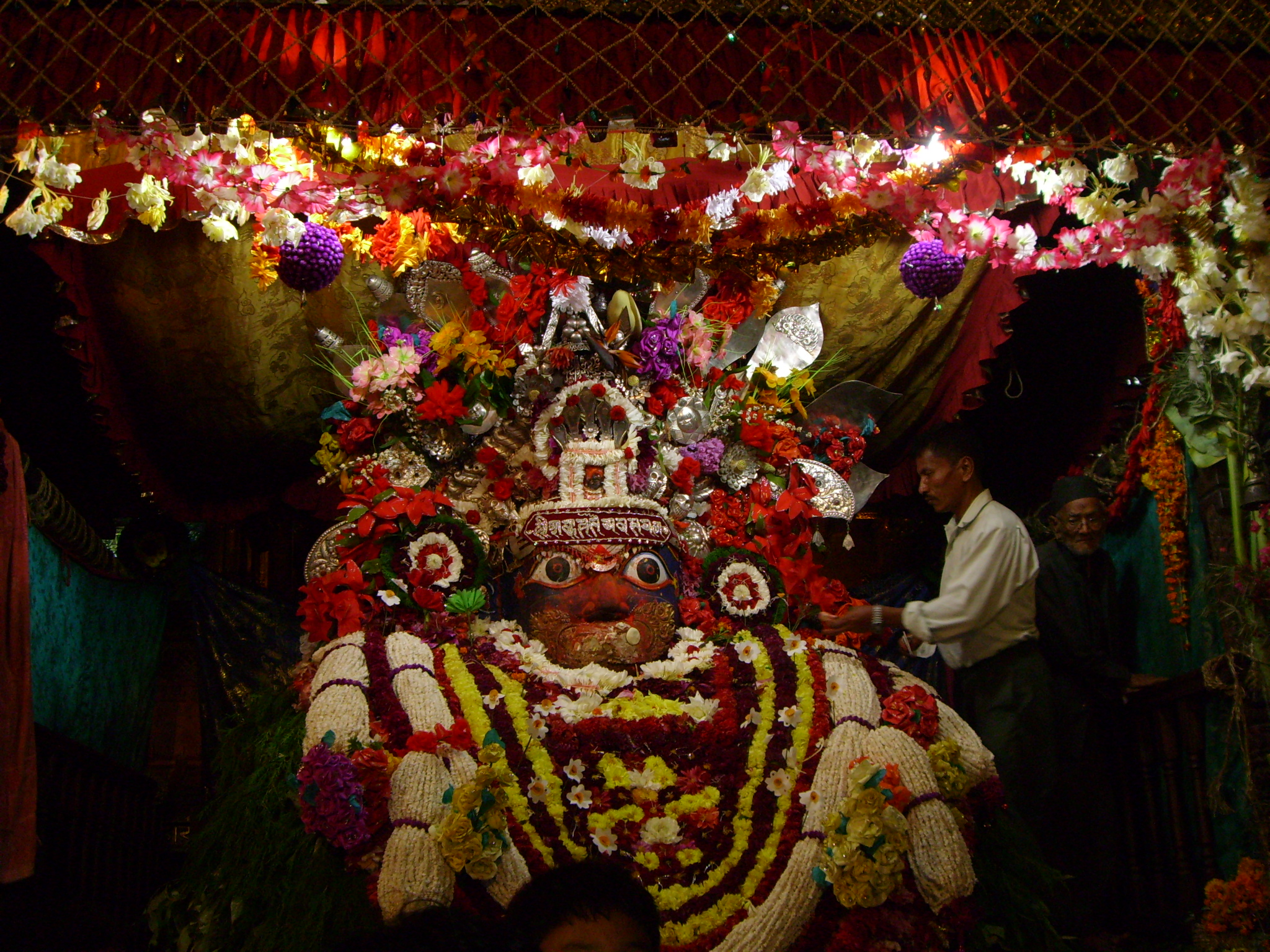
Geschmückter Bhairava. Neben Indra werden beim Indra Jatra besonders Kumari und Bhairava verehrt.

Die Masken bestehen aus Papier und Stoffauflagen als Grundgerüst, das mit Lehm überstrichen und nach mehrtägigem Trocknen farbig bemalt wird. Ihre Herstellung liegt in den Händen von Chitrakar-Kastenangehörigen in Bhaktapur, die auch jedes Jahr vor dem Fest die Farben der Masken auffrischen. Das Gesichtsfeld ist von metallenen Kronen umgeben, die mit gold- und silberfarbenem Blattwerk, Stoffapplikationen und Federn bestückt sind. Die Kronen werden durch Bambusstreifen oder Eisenstäbe stabilisiert. Die Masken sind recht schwer, diejenige Mahakalis wiegt etwa zehn Kilogramm, sodass nur ein kräftiger Mann diese Rolle übernehmen kann. Dazu kommt bei ihr eine lange schwarze Perücke. Farbe und Gestaltung lassen die Masken eindeutig den entsprechenden Charakteren zuordnen. So ist die Mahakali-Maske rot mit weit hervorstehenden Stoßzähnen und einem hohen Haaraufbau. Die Maske der Kumari ist ebenfalls rot, die Mahalakshmi-Maske gelb.
Die Nebenfiguren lassen sich in gleicher Weise an ihren Masken erkennen. Die Bhutas tragen braune und schwarze Masken, bei den Betas hängt eine rote Stoffzunge aus dem gelben Gesicht und das Skelett Kankal ist an seinem weißen Gesicht mit roten skelettartigen Streifen zu identifizieren. Die Mähne des einhornigen Löwen ist fünffarbig schwarz, weiß, rot, grün und gelb. Die Bösewichter haben blaue Gesichtsmasken. Die Farben entsprechen denen des nava durga-Tanzes und besitzen dieselbe Bedeutung. Blauschwarz symbolisiert Macht und Energie, Weiß ist die Farbe der Reinheit und des Todes, Rot steht für alle Arten von Blut und Zorn, während Gelb, die am wenigsten machtvolle Farbe, den sanftmütigeren Gottheiten zukommt.
Auf dem Schirm (chhatra, auch Ehrenschirm als Bekrönung eines Stupa) über den Masken der Göttinnen sind Lotos (entspricht dem Kosmos) und Mond (Gott) dargestellt. Die Darsteller von Kumari und Mahalakshmi tragen an ihrem Hinterkopf eine kleine Mahalakshmi-Figur. Die Kostüme der drei Göttinnen passen sich farblich den Masken an, der Saum wird durch fünf verschiedenfarbige Linien hervorgehoben. Sie tragen zusätzlich schwarze, mit silbernen Stickereien verzierte Tücher um die Hüften und auf der Brust. An Fuß- und Armgelenken sowie um die Hüften haben sie Schellenbänder (ghangla) gebunden. Die Dämonen und Geister tragen ähnliche Kleider, sind jedoch weniger reich ausgestattet. Kankal und Beta treten mit bloßen Oberkörpern auf. Die schwarzen Kleider der Kobolde (Khyak) bestehen aus Jute, ebenso die Kostüme von Mahalakshmis Reittier, dem Löwenhund Sinha und Mahakalis Reittier, dem Tiger Dhun.

### Musik
Die Begleitmusik ist rein instrumental. Als Takt gebendes Instrument dient während der gesamten Musizierdauer die Handzimbel (chusya jhali), die aus zwei leicht gebuckelten Bronzetellern mit knapp 20 Zentimetern Außendurchmesser besteht. Der Spieler schiebt vier Finger (ohne Daumen) durch den in der Mitte befestigten Riemen und reibt die beiden Teller an den Rändern gegeneinander. Chusya werden nicht, wie anderswo bei Paarbecken in Militärorchestern üblich, flächig zusammengeschlagen. Langsame Taktvorgaben heißen dhila, schnelle chalaka.
Dazu spielt die mit den Händen geschlagene Doppelkonustrommel (pashchima) ein komplexes rhythmisches Muster. Häufig beginnt die pashchima mit einem Vorspiel in schneller Geschwindigkeit, bevor das einzige Melodieinstrument, die mwali einsetzt. Mwali ist die Newari-Bezeichnung für eine Kegeloboe, die auf Nepali shanahi oder shahane genannt wird. Das Instrument besitzt sieben Fingerlöcher und ist mit etwa 50 Zentimetern so lang wie eine durchschnittliche, in Nordindien weit verbreitete shehnai. Nur bei Schlachtenszenen kommt zusätzlich die gerade Naturtrompete kahan zum Einsatz. Die kahan mit ihrer schlanken Kupferröhre ist etwa einen Meter lang. Sie wird mit der rechten Hand nahe am oberen Ende gehalten und beim Blasen zusätzlich mit der linken Hand mit einem ebenso langen Bambusstock geschlagen. Durch eine spezielle Blastechnik entsteht ein vibrierender Ton. Die kahan produziert nur einen, nicht melodischen Ton und zählt wie die anderweitig bei besonderen Anlässen im Kathmandutal gespielte halbkreisförmige narsimga daher nicht zu den Melodieinstrumenten. Einen weiteren perkussiven Effekt ergeben die Glöckchenketten ghangla der Tänzer. Ähnliche melodische und rhythmische Strukturen können auch bei anderen Tänzen oder Volksmusikstücken gefunden werden.